# ペイメントファースト
株式会社ペイメントファーストは、インターネット決済の代行を主業務とする企業である。

## 目的
- 決済代行
- システム運営、保守管理